# Labocania
Labocania là một chi khủng long, được Molnar mô tả khoa học năm 1974.